# فيكي أورموند
فيكي أورموند (بالإنجليزية: Vicki Ormond)‏ هي لاعبة كرة قدم نيوزيلندية، ولدت في 29 سبتمبر 1982 في نيوزيلندا. شاركت مع منتخب نيوزيلندا لكرة القدم للسيدات.